# Chalcibotys alboreniformis
Chalcibotys alboreniformis is een vlinder van de familie van de grasmotten (Crambidae). De wetenschappelijke naam van deze soort is voor het eerst voorgesteld door Koen Maes in een publicatie uit 2024.

## Etymologie
De naam verwijst naar de witte (Latijn: albo-), nier- (Latijn: ren), vormige (Latijn: formis) vlek bij de costa en op de antemediane lijn van de voorvleugel.

## Verspreiding
De soort komt voor in Kameroen.